# Tinodes locuples
Tinodes locuples är en nattsländeart som beskrevs av Mclachlan 1878. Tinodes locuples ingår i släktet Tinodes och familjen tunnelnattsländor. Inga underarter finns listade i Catalogue of Life.